# Андроник Дука (брат Михаила VII)
Андро́ник Ду́ка (греч. Ανδρόνικος Δούκας; ок. 1050 — 14 октября 1077) — византийский государственный деятель.

## Биография
Андроник Дука был старшим сыном кесаря Иоанна Дуки и Ирины Пигонитиссы. Его отец был братом императора Константина X, дедом по материнской линии был Никита Пигонит. Сам Андроник был двоюродным братом Михаила VII Дуки. В начале своей карьеры Андроник занимал придворные должности протовестиария и протопроэдра.
В 1071 году Андроник был начальником части византийской армии во время кампании императора Романа IV Диогена против турок-сельджуков султана Алп-Арслана. Командуя арьергардом армии во время битвы при Манцикерте, Андроник объявил, что император погиб, и дезертировал с поля боя. Поэтому его обвиняют в поражении византийской армии и последующим пленении Романа IV противником.
В 1072 году, после того как Роман был отпущен Алп-Арсланом, Андроник и его брат Константин были посланы Михаилом VII и их отцом Иоанном, чтобы захватить императора. Они выследили Романа в Киликии, а затем, одержав над ним победу, пленили. Андроник вместе с императором отправился в Константинополь. Несмотря на свою ненависть к свергнутому императору, Андроник, как говорят, был против его ослепления, произошедшего 29 июня 1072 года. В 1073 году он занимал должность доместика Востока — верховного главнокомандующего имперской армии в этом регионе.
В 1074 году вместе со своим отцом Андроник командовал императорской армией во время похода против мятежных норманнских наёмников во главе с  Русселем де Байолем. Они оба были захвачены повстанцами, которые отпустили тяжело раненого Андроника, чтобы того вылечили в столице. Там, приняв пострижение под именем Антония, он жил в течение нескольких лет и 14 октября 1077 года скончался от отёка.

## Семья
От брака с Марией Болгарской, внучкой царя Ивана Владислава, у Дуки было семь детей:
- Михаил Дука — протостратор[2];
- Константин Дука — севаст[3];
- Стефан Дука — севаст[1];
- Иоанн Дука — великий дука[4];
- Ирина Дукиня — жена императора Алексея I Комнина[5];
- Анна Дукиня — жена Георгия Палеолога[1];
- Феодора Дукиня[6].